# 曾广銮

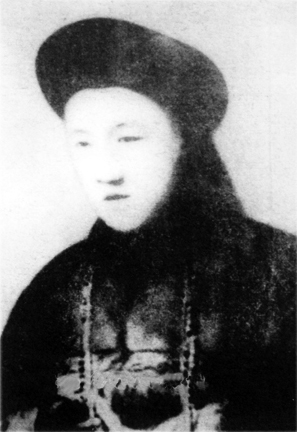

曾广銮（1873年—1920年），字君和，湖南湘乡人，清朝官员、资政院议员。

## 生平
曾广銮是清朝正一品荫生，花翎郎中衔，袭一等毅勇侯、云骑尉世职。曾任都察院左副都御史，诰授光禄大夫、建威将军。1910年资政院开院，任钦选议员。宣统三年（1911年），退职归乡。民国九年（1920年）卒。

## 家庭
曾广銮是曾国藩的孙子，曾纪泽的三子。